# 쿠를란트-젬갈렌 공국
쿠를란트-젬갈렌 공국(Duchy of Courland and Semigallia, 라틴어: Ducatus Curlandiae et Semigalliae 두카투스 쿠를란디아이 에트 세미갈리아이[*], 폴란드어: Księstwo Kurlandii i Semigalii 크시엥스트보 쿠를란디 이 세미갈리[*], 독일어: Herzogtum Kurland und Semgallen 헤르초크툼 쿠를란트 운트 젬갈렌[*], 라트비아어: Kurzemes un Zemgales hercogiste 쿠르제메스 운 젬갈레스 헤르초기스테)은 1562년부터 1795년까지 발트해 연안에 있었던 공국으로 폴란드 왕국과 그 후 새로 탄생한 폴란드-리투아니아 연방의 봉토이다. 그 이름은 발트족의 부족인 쿠르인, 세미갈리아에서 유래한다. 1791년 완전 독립을 이루었지만, 4년 후인 1795년 3월 28일 제3차 폴란드 분할 시에 러시아 제국에 합병되었다.
쿠를란트-젬갈렌 공국의 국명은 1918년 3월 8일에 성립된 단명한 전시 국가에도 주어졌다. 이 쿠를란트-젬갈렌 공국은 독일 제국의 종속 국가인 발트 연합공국의 일부를 형성할 것으로 정해져 있었지만, 독일이 발트해 해역에서 항복하는 동시에 소멸했다. 공국이 존재했던 지역은 제1차 세계 대전이 끝나면서 민족 국가인 라트비아의 일부가 되었다.

## 역사
리보니아 전쟁 중이었던 1562년 그때까지 발트해 연안에 있던 주교령과 도시들의 집합체인 리보니아 연맹은 해체되었고, 독일인 기사단이었던 리보니아 기사단은 해산했다. 빌뉴스 조약의 협의 하에 에스토니아 남부와 라트비아 북부는 리투아니아 대공국에 편입하여 리보니아 공국을 형성했다. 다우가바강 서안과 발트해로 둘러싸인 라트비아 남부는 명목상 폴란드 왕의 봉신의 신분인 쿠를란트-젬갈레 공국이 되었다.

## 같이 보기
- 쿠를란트
- 젬갈레